# Leonardo Cabizza
Leonardo Cabizza (Bulzi, 27 febbraio 1924 – Bulzi, 16 agosto 2018) è stato un cantante e cantautore italiano, esponente di spicco del canto sardo a chitarra, è considerato il cantante che si è esibito più di ogni altro durante la sua lunga carriera, circa 5.000 volte. Con la sua voce di stampo tenorile ha affermato ed elevato questo genere di canto portando la musica sarda anche a un pubblico internazionale. Il 2 giugno 2008 presso la Prefettura di Sassari, per essersi distinto in ambito nazionale nel campo della musica, gli è stato conferito l’Onorificenza di Cavaliere all’Ordine al Merito della Repubblica Italiana..

## Biografia
Leonardo Cabizza nasce a Bulzi, un paese tra le colline Anglonesi nella provincia di Sassari. Suo padre già noto come "Cantadore amatoriale", lo avvicina fin da giovane al canto sardo e alla chitarra, strumento che diventerà fondamentale per la sua carriera e per esercitare la voce. Fu proprio lui a riconoscere nel figlio una voce melodica e tenorile, un dono naturale che avrebbe segnato il futuro di Leonardo. 
Col tempo, spinto dall'entusiasmo paterno, Leonardo si appassiona al canto sardo attratto dal fascino dei "vecchi" cantadores che andava ad ascoltare con il padre. 
Successivamente, presentata l’occasione ha modo di esibirsi sul palco come esordiente, la forza interpretativa che mette nel cantare è travolgente, riscuotendo apprezzamenti e conquistando subito il pubblico presente.
Le successive esibizioni nelle piazze lo vedono primeggiare su molti dei suoi colleghi cantadores già avviati, portandolo spesso a vincere la gara di canto a chitarra organizzata dal comitato della festa patronale, ottenendo così i primi compensi economici e una crescente popolarità che lo incoraggia a continuare.
Nel 1945 inizia la sua vera carriera; gli inviti e le gare cominciano ad essere sempre più frequenti, il suo nome è sinonimo di sicuro successo per una festa.
Notato più volte da professionisti del settore musicale, nel 1952 viene contattato per la realizzazione del suo primo 78 giri che porta l’etichetta della nota casa discografica Cetra di Torino, il disco uscì ufficialmente in commercio nel 1954 in particolar modo con incisa una canzone al quale è emozionalmente legato "Adiu bonasera" (testo riscritto insieme al “vecchio” poeta Antonio Stefano Demuru ed arrangiata con il chitarrista Nicolino Cabizza), successivamente incide anche per “La voce del padrone” di Milano.
Nel 1954, vista la forza vocale e passione che sprigiona nel cantare, dopo una attenta selezione gestita dalla RAI presso il teatro Verdi di Sassari, viene chiamato a rappresentare la Sardegna nella famosa trasmissione radiofonica nazionale della RAI “Campanile d’oro” condotta dal giovane esordiente Enzo Tortora nell'Auditorium della Fiera di Milano. La trasmissione metteva in competizione i cantanti di tutte le regioni d’Italia con un torneo a squadre, la Sardegna grazie anche al contributo iniziale di Leonardo Cabizza accompagnato con la chitarra del grande maestro ed amico Nicolino Cabitza si classifica seconda.
“Sempreverdi” è il titolo del programma radiofonico che si avvaleva della sapiente regia di Federico Sanguigni, in onda nel secondo programma nazionale della RAI nel luglio del 1957, Leonardo Cabizza è tra le voci trasmesse che raffigurano la Sardegna nel pieno risveglio per l’interesse della musica popolare e folcloristica Italiana. 
Più tardi tra il 1958 e 1959 Radio RAI organizza presso il teatro La Pergola di Firenze un’altra trasmissione interregionale intitolata “Ventiquattresima ora”, condotta da noto presentatore Mario Riva, è il regista della trasmissione Silvio Gigli insieme al direttore dell’orchestra Gianni Ferrio a scegliere la voce di Leonardo Cabizza per rappresentare la Sardegna; anche in questa occasione ottiene un discreto successo che si propaga in tutta Italia ed ancor di più in Sardegna.
Nei primi anni 60, iniziano ad emergere canzoni e spettacoli di un gruppo folcloristico del quale Leonardo è co-ideatore artistico, autore/coautore ed interprete, nonché direttore artistico. Questo progetto si sviluppa maggiormente con l'affiatamento di questo ristretto gruppo di artisti ed amici, facendo nascere così il “Quartetto Logudoro". 
La realizzazione del progetto porta anche le firme della bravissima cantante Maria Teresa Cau di Ozieri (volutamente chiamata da Leonardo), dello strepitoso chitarrista Aldo Cabizza, del magico fisarmonicista e co-ideatore artistico Antonio Ruju e successivamente dal 1966 anche l'ottima voce di Tonino Canu come testimoniano le diverse produzioni discografiche per la IPM (Italmusica Pigini Milano).
Gli spettacoli e le feste che richiedono la presenza di Leonardo Cabizza aumentano sempre di più, cosicché nel 1961 ha modo di partecipare alle manifestazioni di “Italia 61” per il centenario dell’Unità d’Italia a Torino esibendosi come solista al “Teatro Agnelli” con la conduzione di Enza Sampò. Nella stessa occasione, per la giornata dedicata alla Sardegna nella mostra delle regioni sempre di Italia 61 si è esibito davanti al Ministro On. Antonio Segni ed altre autorità presenti.
Sull'onda positiva di queste esperienze sempre nel 1961 Leonardo e Maria Teresa Cau si trasferiscono per diversi giorni a Napoli accompagnati dalla chitarra di Aldo Cabizza e la fisarmonica di Antonio Ruju, ad attenderli il Commedator Aldo Scoppa padrone di casa della "Vis Radio", con professionalità e maestria incidono diversi brani entrando così nei cataloghi musicali ufficiali dell'etichetta discografica più famosa del momento che vantava le produzioni dei più celebri cantautori di allora come Claudio Villa, Giorgio Consolini, Alvaro Amici, Mario Abbate, Tony Cucchiara, Nunzio Gallo  … etc.; ancora una volta la sinergia e la melodia del "quartetto" producono un risultato eccezionale ed i dischi prodotti sono tra i più venduti.
A metà degli anni 60 la nuova moda femminile è di spunto per una canzone dal titolo "Sa minigonna", il testo celebra con ironia e leggerezza l'iconico capo di abbigliamento femminile simbolo di modernità e cambiamento. La melodia vivace e il testo umoristico hanno contribuito a rendere "Sa minigonna" una delle canzoni più amate e richieste nel repertorio del cantautore Leonardo Cabizza, tanto da uscire sul mercato come singolo su dischi vinile 45 giri. 
A riprova del successo su scala nazionale che stava riscuotendo Leonardo la casa discografica Cetra decide di inserirlo a fianco ad artisti come Claudio Villa, Tonina Torrielli, Odoardo Spadaro, Domenico Modugno, Carla Boni & Gino Latilla, Giacomo Rondinella e Alberto Rabagliati come testimonia LP  “ La prova del nove “ estratto dal famoso programma televisivo di varietà trasmesso nel 1965 sul programma nazionale (Rai 1), abbinato alla Lotteria di Capodanno, condotto da Corrado e con la partecipazione di Walter Chiari e delle gemelle Kessler.
Nel 1967 Leonardo si esibisce come solista al “Teatro Brancaccio” di Roma, finito lo spettacolo e sceso dal palcoscenico, viene contattato da un collaboratore dell’allora direttore Ennio Melis della casa discografica “RCA Italiana” che gli propone subito un progetto per un nuovo lavoro musicale invitandolo nei noti studi di registrazione di via Tiburtina a Roma. Viene prodotto un altro album, come solista, dove compaiono composizioni in lingua italiana con una leggera inversione di tendenza anche sul piano sonoro.
Nel settembre del 1968 è vincitore del prestigioso concorso canoro “Usignolo della Sardegna”, rinomata gara di canto sardo a chitarra nella quale partecipano talenti di tutta l’isola.   
A Milano, nel 1968, durante una sessione di registrazione discografica, Cabizza ebbe modo di incontrare Walter Guertler, uno dei più importanti discografici italiani dell'epoca. Colpito dalla sua qualità vocale ed artistica, Guertler sceglie di inserirlo nel catalogo della sua etichetta, la Joker (casa discografica), pubblicando alcuni dei suoi brani, tra i quali "Ammiro sa Sardigna". 
Durante i molteplici spostamenti che lo vedono sempre protagonista nelle serate canore e nelle incisioni discografiche tra Milano, Roma e la sua amata Sardegna, trova il tempo per recarsi all’estero; gli vengono proposte vere e proprie tournée, non sempre facili viste le difficoltà di allora, ma con la voglia di esprimersi anche per gli immigrati e i simpatizzanti fuori dall’Italia, riesce ad organizzare tappe che lo vedono interprete nei teatri in Francia a Parigi, Marsiglia, in Belgio a Bruxelles, Liegi, in Svizzera canta a Zurigo, Ginevra, Losanna, in Germania si esibisce a Berlino, Colonia, in Olanda canta ad Amsterdam, e in molte altre città, nonché desiderato ed acclamato dai circoli sardi sparsi per l’Europa. Gli viene chiesto anche di recarsi in America Latina ed in Canada, ma in quel periodo deve limitarsi per ragioni famigliari. E' doveroso ricordare i musicisti e colleghi che più volte hanno accompagnato Leonardo nelle splendide città europee.  
Nel marzo ‘74 per due sere consecutive si esibisce all’Auditorium CIDA di Roma insieme ad altri colleghi. In questa occasione Leonardo è stato premiato con una coppa dall’On. Salvatore Cottoni (al tempo Sottosegretario di Stato) e in particolar modo da Gianni Ravera (al tempo organizzatore del Festival di Sanremo).
Ad Udine, viene chiamato per le serate di beneficenza organizzate per raccogliere fondi a favore dei terremotati del Friuli; dove riesce con la sua voce e le dediche a dare un forte valore sociale e ad esprimere solidarietà verso la popolazione colpita, dedicando sentitamente una poesia/canzone da lui scritta dal titolo " Sentimentu a su Friuli " che in seguito verrà incisa e pubblicata.
Per diverso tempo, ha preso parte su invito della Regione Sardegna, a un'importante iniziativa culturale: una scuola di "canto sardo tradizionale a chitarra" organizzata a Paulilatino in provincia di Oristano. In questa cornice ha svolto un ruolo fondamentale di insegnate; contribuendo alla diffusione attraverso lezioni strutturate e incontri formativi pensati per coinvolgere e appassionare nuove generazioni. 
Tra le diverse collaborazioni artistiche volute da Leonardo emerge soprattutto quella con la cantante Franca Pinna, tale binomio ha dato vita ad un 33 giri memorabile prodotto dalla AEDO, l’unione di queste due grandi voci insieme al valore bei brani incisi non è altro che un ulteriore tassello raffinato per il canto sardo.
Molteplici solo le presenze nelle televisioni e radio pubbliche e private; tra le tante nel 1979 viene invitato all’inaugurazione del programma "Sardegna Canta" di Videolina una rete televisiva privata a quel tempo visibile solo nella regione, presso la quale viene spesso invitato ad esibirsi o semplicemente come ospite; la sua voce ed immagine vengono persino usate come sigla per i programmi riguardanti il Canto Sardo. Importanti da ricordare sono anche le storiche interviste ed esibizioni canore ai microfoni di Radio RAI Sardegna, le partecipazioni in TV su Canale 48, nonché più recentemente anche sull’importante emittente TV Sardegna 1.
Nel 1999 Leonardo è sospite alla prima manifestazione di “Dromos Festival” svolta al teatro Garau di Oristano, un’ottima iniziativa musicale che comprendeva la migliore World Music Sarda, dove si è abilmente esibito anche con un originale duetto con il noto cantante ed amico Andrea Parodi ex voce dei Tazenda. 
Leonardo Cabizza gode di un’innegabile popolarità e da tempo è insignito di premi e titoli che testimoniano la stima e il riconoscimento a lui attribuiti, quali: “L’usignolo della Sardegna”, “Il leone del Logudoro”, “Il re del canto sardo a chitarra”, “La grande voce della Sardegna” e “Il maestro”. Tali appellativi gli sono stati conferiti da esperti del settore, appassionati, giurie tecniche e rinomati musicologi, che ne hanno riconosciuto il talento, la padronanza tecnica e il profondo contributo alla valorizzazione della tradizione musicale sarda.
Gli elogi, i trofei, le targhe e le medaglie collezionati dall’inizio carriera ai giorni attuali sono innumerevoli. Tra i più alti riconoscimenti ricevuti per la sua carriera artistica, per essersi distinto in ambito nazionale nel campo della musica, su proposta della Presidenza del Consiglio dei Ministri, il 2 Giugno 2008, presso la Prefettura di Sassari durante la solenne cerimonia gli è stato conferito l’Onorificenza di Cavaliere all’Ordine al Merito della Repubblica Italiana.
Nel 2011 è stato eternato dal fotografo Piero Pes ed inserito nella raccolta artistica-fotografica “Ritratti”, tra i 78 personaggi che hanno vivacizzato gli ultimi decenni della vita intellettuale ad artistica della Sardegna.
Ha partecipato con frequenza a programmi, interviste televisive e radiofoniche di grande rilievo folkloristico regionale nonché spesso acclamato e richiesto come ospite d’onore in serate e spettacoli canori.
La sua carriera, lunga e ricca di successi, è testimoniata da oltre cinquemila esibizioni in gare di canto a chitarra. La sua potente voce ha risuonato praticamente in ogni angolo della Sardegna, tanto che è raro trovare un Comune in cui non si sia esibito almeno una volta. 
Nonostante la fama e gli impegni, Leonardo ha sempre amato cantare nelle feste di paese e nei teatri, dove il dialogo emozionale con il pubblico gli permette di rappresentare con orgoglio l'identità unica della sua amata Sardegna. 
Leonardo Cabizza è considerato da tutti una delle figure più rappresentative del canto sardo a chitarra, grazie al suo stile canoro e voce inconfondibile ha lasciato un segno profondo nel panorama musicale sardo, rendendolo un'icona del folklore isolano.

All rights reserved - Tutti i diritti riservati.